# Metoac
Metoac (često nazivani Montauk, po glavnom plemenu), plemenski labavi savez (konfederacija) Algonquian Indijanaca iz istočnih i središnjih predjela Long Islanda u New Yorku.

## Ime
Ime Metoac nastalo je kontrakcijom riječi Meht-anaw-ack,  'land of the ear-shell' , prema Tookeru. naziv dolazi po velikoj količini školjaka koje se nazivaju  'univalve' , ili u običnom AmerEngl govoru periwinkle, od kojega su ovi Indijanci proizvodili wampume. Za značenje riječi Montauk, što je i ime vodećeg plemena značenje (prema Swantonu) nije poznato.

## Sela
Od sela koja su imala plemena Metoaca spominju se (²Hodge; ostali samo kod Sultzmana): Amagansett, Aquehogue, Ashamomuck, Asharoken, Canarsee², Caumsett, Connetquot (Cannetquot), Cotsjewaminck², Cutchogue² (pleme Corchaug), Jameco², Keskaechquerem (?)², Manhasset, Marychkenwikingh², Mashomack, Maskahnong, Maspeth² (pleme Canarsee), Massapequa, Mastick, Mattituck² (pleme Corchaug), Merric ili Merrick², Mirrachtauhacky, Mochonnekonck (kod Sultzmana Mochgonnekonck), Montauk², Moriches, Nachaquatuck², Nesaquake², Nesconset, Nissequogue, Ouheywichkingh², Ouogue, Patchoag², Poosepatuck (Poospatock), Rechquaakie², Rechqunakie, Setauket², Shagwong, Sichteyhacky², Syosset, Wawepex² (pleme Matinecock). Ovamo treba pridodati i njihova sela na Cold Springu (pleme Matinecock), Cow Harboru (pleme Matinecock), Fireplace, Flushing (pleme Matinecock), Glen Cove (pleme Matinecock), Hog Island (pleme Manhasset), Huntington (pleme Matinecock), Ram Island (pleme Manhasset), Shelter Island (pleme Manhasset) i Westhampton.

## Plemena
- Canarsee, Swanton ovo pleme ne navodi među Metoace, nego Hodge u Sultzman.
- Corchaug (Cochaug), u Riverhead i Southold Townshipu.
- Manhasset (Manhansick), na otoku Shelter Island.
- Manhattan, ovo pleme u Metoace svrstava samo Sultzman.
- Massapequa (Marsapequa, Maspeth), Od Fort Necka do Islipa.
- Matinecock (kod Hodgea i Sultzmana Matinecoc),  Flushing, North Hempstead, sjeverni predjeli Oyster Baya i Huntingtona, i zapadni dijelovi Smithtowna.
- Merric (Merrick, Meroke, Merikoke, Meracock), istočni Hempstead Township.
- Montauk proper (Meanticut, Montaukett), Southampton Township.
- Nesaquake (Missaquogue), istočni dio Smithtowna i istočno od njega.
- Patchogue (Onechechaug, Patchoag), na južnoj obali od Patchogue do Westhamptona.
- Rockaway (Rechaweygh, Rechquaakie), današnji Newtown, Jamaica i Hempstead Township.
- Secatogue (Secatoag), današnji Islip Township.
- Setauket (Setalcott; kod Sultzmana Seatalcat), na sjevernoj obali od Stony Brooka do Wading Rivera.
- Shinnecock, na obali od Shinnecock Baya do Montauk Pointa.
- Unkechaug (Unchachaug, Unquaches, Unquachog, Unquachock, Unchechauge), ovo ime spominje samo Sultzman.

## Povijest
Metoac Indijanci nekoć su bili brojna skupina Algonquian Indijanaca koja je 1600. mogla iznositi oko 10,000 duša, podijeljenih u više plemena od kojih Hodge navodi Canarsee, Corchaug, Manhasset, Massapequa, Matinecoc, Merric, Montauk, Nesaquake, Patchoag, Rockaway, Secatoag, Setauket i Shinnecock. Vodeće pleme bii su Motauk, ali sva ova plemena živjela su pod dominacijom Pequota, odnosno do njihovog uništenja 1637., nakon čega su ih napali neprijateljski Narragansett Indijanci. Boleštine i ratovi sveli su populaciju Metoaca na oko 500 (1659.). Do 1788. preživjelo ih je svega 162, od kojih se većina priključila drugim nadvladanim skupinama Algonquiana, posebno Brotherton Indijancima u okrugu Oneida u New Yorku. Popisom iz 1910. utvrđen je broj od 167 Shinnecocka, 29 Montauka i jedan Poosepatuck. U današnje vrijeme na Long Islandu nalaze se dva rezervata i to Shinnecock s 400 pripadnika ovog plemena i 200 Unkechaug na rezervatu Poospatock. Ovom broju, kaže Sultzman, treba pridodati i preko 1,400 Metoaca van granica rezervata. Metoaci sa SAD-om nisu nikada pravili ugovore i nijedna njihova skupina federalno nije priznata, dok državna priznanja plemena Shinnecock i Unkechaug datiraju iz kolonijalnog perioda.

## Etnografija
Metoaci na Long Islandu žive kojih 10,000 godina, kaže James Devine, lokalni stanovnik i pripadnik plemena Montauk. Kulturno sva plemena Long Islanda žive sličnim načinom života, od zemljoradnje lova i ribolova. Njihova sela su malena i rijetko kada utvrđena do 1630.-tih, što bi značilo da je bilo malo međuplemenskih konflikata. Najveći značaj koji su igrali do kontakta bio je u trgovini. Metoac Indijanci bili su proizvođači najboljeg wampuma, traženog proizvoda koji je pronašao svoj put sve do Crnih planina (Black Hills) u Južnoj Dakoti. Svakoga ljeta vrijedne ruke Metoaca neumorno su sakupljale školjke u vodama Long Island Sounda, i tijekom zime ih pretvarali u malena zrnca koja su vješali na duge uzice ili pojase i nazivali ih wampompeag ili wampumpeag, kod Delawaraca nazivan  'wapapi'  ili  'wambambiar'  kod Abenaka, što se kod Amerikanaca pretvorilo u wampum, i kod Nizozemaca u  'siwan'  (ili sewan).

## Vanjske poveznice
- The Montauk Indians
- Metoac History
- Metoac Indian History